# 2007年問題
2007年問題（2007ねんもんだい）とは、2007年（平成19年）における団塊の世代の一斉退職にともない、発生が予想された問題の総称。

## 予想された影響

### 個別企業への影響
2007年（平成19年）が注目された理由は、定年を60歳とすれば、1947年（昭和22年）生まれを中心とした団塊の世代の退職者が最も多く発生するのが2007年といわれたからである。
この問題の発端は、金融機関等企業の根幹業務を支えるメインフレームコンピュータの保守を団塊の世代が主に行なっているため、定年退職後保守を行える技能を持つ人間が企業に存在しなくなり、業務がとどこおって経済に重大な悪影響が出るのではないかという懸念から生じたものである。
しかしこれは上記に限ったものでないことが明らかになるにつれ、他分野においても、マニュアル化しづらい現場固有の技術の継承が困難になる恐れのみならず、それによって企業活動自体が停滞する恐れがあると認識されるようになった。特に製造業では職人的作業や機械化が困難な作業の多い企業において危機感が強かった。
しかし考えようによっては定年に達し、しかも意欲と技能を兼ね備えた有用な人材を、嘱託等の現役時より低い処遇（企業にとっては有利な処遇）で使える、しかも雇用の継続の実質的な選択権は、企業側が握ることができるという見方をとれば、企業にとってはチャンスである。
2007年問題への対策は各企業により異なるが、代表的なものとして、
- 雇用期間の延長
- 他企業等の退職者の獲得
- 会社内部での技能伝承の制度化
- 技能者枠での新卒採用拡大

などが行なわれた。
非正規雇用者の正規雇用化など、就職氷河期世代を救済するチャンスという見方もあるが、ほとんどの企業は従来通り新卒者の採用、さらには定年退職者の再雇用で補っているため、救済にはつながりにくいという見方もある。氷河期世代は既に卒業後相当の年数が経っており、使いにくいと言われてしまうことが多く、契約社員やアルバイトの正社員化にも消極的な企業が少なくない。反面2007-2009年の間の新卒者は、楽に就職できるため、企業とのミスマッチが生じやすく、早期に離職する者が増加すると懸念されている。
またこの機に乗じて、元々正規雇用であった団塊の世代をパートタイムの再雇用に切り替えたり、非正規雇用の若年者に置き換え賃金削減を行なったりする企業も増えており、需要不足により経済に悪影響を及ぼすと懸念されている。

### マクロ経済への影響
下記には相反する項目もあり、不確実である。

#### プラス面
- 雇用過剰感の解消
- 人件費の減少
- 個人消費の活発化

ほか、団塊の世代に支払われる退職金によって一大消費市場が発生、金融資産運用が拡大するとして、団塊の世代を対象とした各種商品の開発、売り込みが活発化している。

#### マイナス面
- 労働力人口の減少
- 技術・技能の継承への断絶
- 退職給付の負担増や企業収益の低下
- 経済成長率の低下

## 国家的な影響
年金給付額が大量に増えるため、国家の財政に大きな負担をかけ、財政赤字に拍車をかけると懸念されている。また、団塊の世代がいままで貯蓄していた資金を取り崩していくため、家計の貯蓄率の減少を招き、国債を国内でまかなうことが難しくなっていくという問題もある。

## 実際に起きたこと

### 対応
年金受給年齢を2013年から2025年にかけて、段階的に60歳から65歳まで引き上げることから政府は定年後の再雇用（継続雇用制度）や定年の廃止、引き上げなどを求めたこと、企業は大事な人材を失いたくないことから対応は迅速に行われ、対応をした企業の85.9%は定年後の再雇用をするという選択をした。そのため60歳を超えても働ける環境が整備され、2007年問題は深刻なものとはならなかった。
そもそも日本人は遊びを知らないため居場所を求め会社に行っている人が多く、2004年の時点で60歳代前半の7割が就職しているという調査結果が出ており、2007年問題といっても、定年を迎えた団塊世代が全員退職するようなことではなかったとされている。なお、日本での実質的な平均退職年齢は69.5歳である。

### 新たな問題とその結果
2007年問題が不発に終わった後、団塊の世代は65歳を過ぎたころから年金生活者になり始めると予測されるため、問題を数年後に先送りしたに過ぎず、その5年後の 2012年に問題が発生すると予想され、2012年問題として再度クローズアップされた。しかし、2012年現在、懸念されていたほど大きな問題は生じていない。